# Elton Gallegly

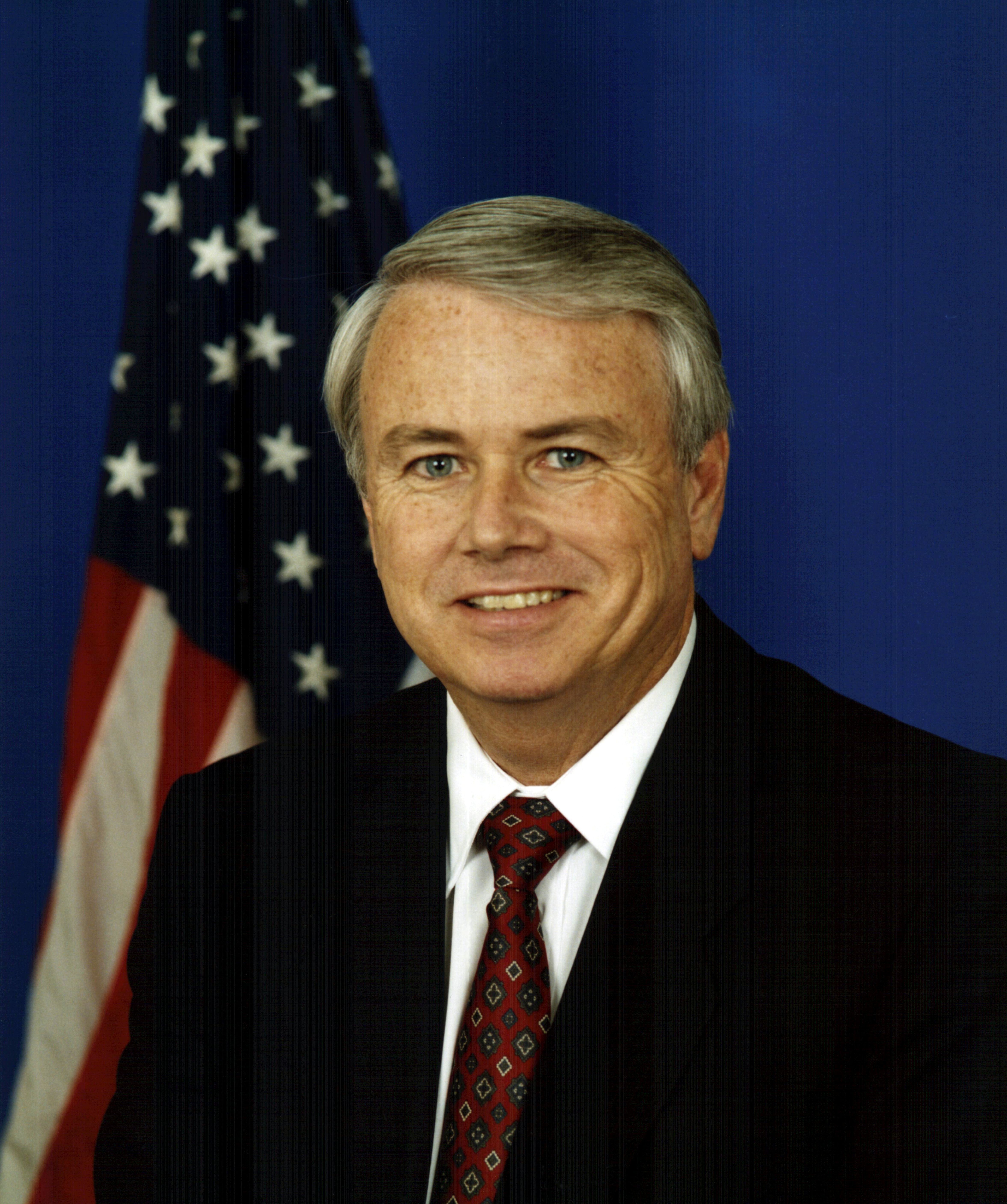
Elton Gallegly

Elton William Gallegly (* 7. März 1944 in Huntington Park, Kalifornien) ist ein US-amerikanischer Politiker der Republikaner. Von 1987 bis 2013 vertrat er den Bundesstaat Kalifornien im US-Repräsentantenhaus.

## Werdegang
Elton Gallegly besuchte bis 1962 die Huntington Park High School und studierte danach bis 1963 am Los Angeles State College. Danach arbeitete er in der Immobilienbranche. Gleichzeitig begann er als Mitglied der Republikanischen Partei eine politische Laufbahn. Im Jahr 1979 saß er im Gemeinderat von Simi Valley; von 1980 bis 1986 war er dort Bürgermeister.
Bei den Kongresswahlen des Jahres 1986 wurde Gallegly im 21. Wahlbezirk von Kalifornien in das US-Repräsentantenhaus in Washington, D.C. gewählt, wo er am 3. Januar 1987 die Nachfolge von Bobbi Fiedler antrat. Zwischen 1993 und 2003 vertrat er dort den 23. und danach den 24. Distrikt seines Staates. Nach zwölf Wiederwahlen verzichtete er 2012 auf eine weitere Kandidatur und schied am 3. Januar 2013 aus dem Kongress aus.
Eines seiner Anliegen im Kongress war der Tierschutz. Gallegly war Mitglied im Auswärtigen Ausschuss und im Justizausschuss sowie in vier Unterausschüssen.
Mit seiner Frau Janice hat er vier Kinder. Die Familie lebt in Simi Valley.